# Weldon, Iowa
Weldon är en ort i den amerikanska delstaten Iowa med en yta av 0,5 km² och en folkmängd på 145 invånare (2000). En del av Weldon hör till Clarke County och resten hör till Decatur County.

## Kända personer från Weldon
- Zales Ecton, politiker